# Policía Secreta Prusiana
La Policía Secreta Prusiana o la policía política fue el organismo responsable de monitorear la vida política y la persecución de los crímenes políticos en Prusia desde mediados del siglo XIX hasta el surgimiento de su reemplazante, la Policía Secreta Estatal (Gestapo) del Tercer Reich.

## Orígenes
Después de varios enfoques anteriores lo que llevó política de respuesta después de la revolución de 1848 a una reestructuración del sistema de policía política en Prusia. La fuerza impulsora aquí fue Karl Ludwig Friedrich von Hinckeldey, quien fue nombrado jefe de policía de Berlín el 18 de noviembre de 1848 por el rey Friedrich Wilhelm IV. En 1854, finalmente fue nombrado Director General de Policía. Esta posición correspondía de facto a la de un ministro de policía e hizo a Hinckeldey relativamente independiente del Ministerio del Interior de Prusia.
Más allá de las fronteras de Prusia, Hinckeldey también desempeñó un papel importante en la cooperación de las administraciones policiales de los estados de la Confederación Alemana en el llamado club policial.

## Actividad en la Monarquía prusiana
En Prusia, inicialmente se estableció una Policía Política (secreta) en Berlín para monitorear y obtener información sobre personas y organizaciones opositoras. Esto incluía monitorear la prensa. Especialmente en las primeras décadas, extendió su alcance de acción a países extranjeros. Por ejemplo, la evidencia del Juicio comunista de Colonia se obtuvo en París o en Londres con métodos parcialmente ilegales.
A raíz de la nueva era desde 1858, la vigilancia de la oposición burguesa se hizo cada vez más importante. Durante el Kulturkampf ,los sacerdotes católicos, los laicos y las organizaciones se volvieron cada vez más a los ojos de la policía política. En el período de las leyes socialistas (1878-1890), pero también en las décadas siguientes, la policía política se centró en la lucha contra la socialdemocracia.
Desde 1890, el Departamento V de la policía de Berlín la llamó "policía política secreta prusiana". A partir del 1 de diciembre de 1898, el Departamento V se convirtió en Reichsweit como la Oficina central para la actividad de evaluación e información, pero limitado a las aspiraciones anarquistas.

## La Policía secreta en la República de Weimar
En 1918, el Departamento V de la policía de Berlín fue disuelto por el "Comisario del Pueblo para la Seguridad Pública" (Comisionado de Policía de Berlín) Emil Eichhorn y reemplazado por los consejos de trabajadores y soldados. Aunque Eichhorn reconoció la necesidad de una policía política, tenía reservas considerables sobre el empleo de oficiales de la policía real en esta capacidad. Su sucesor fue Eugen Ernst en enero de 1919. Estaba convencido de la necesidad de liderar la lucha contra la continuación de la revolución también por medios policiales. Las luchas constitucionales también forzaron una continuidad. La Policía Política fue nombrada "Centrale Staatspolizei" (C.ST.) como un cuerpo subordinado del Departamento I, reconstruido con exfuncionarios imperiales. Por decreto del 20 de mayo de 1925, se convirtió en el departamento IA (AIA) de la jefatura de policía. Por decreto del 12 de diciembre de 1928, la policía prusiana se dividió uniformemente en una policía administrativa, de protección y criminal. Los asuntos políticos fueron llevados a cabo por el Departamento I de la policía administrativa. La supervisión suprema fue dirigida por el ministro del Interior, cuyo Departamento II para Asuntos Policiales y similares. a. un "grupo político" con tres conferencias entretenidas.
En el curso de la republicanización de las estructuras de la administración prusiana ("bastión Prusia") durante la República de Weimar también cambió las tareas de la policía política. En ese momento, la policía política tenía alrededor de 1.000 funcionarios, lo que lo convirtió en el mayor organismo de protección estatal en Alemania. Del personal, al menos tres cuartos trabajaban en el campo.
La policía política ahora luchó contra las personas y organizaciones antidemocráticas y antirre republicanas. Esto incluía la izquierda radical y la extrema derecha. Para este propósito, la policía usó los métodos habituales de observación y resolución de eventos y métodos de inteligencia como el uso de V-people. Especialmente al final de la República, la lucha contra el NSDAP se convirtió en una tarea importante de la autoridad. Sin embargo, ese movimiento de masas no podría ser detenido por medios policiales. 
Hubo solapamientos jurisdiccionales con la Oficina de Policía Criminal del Estado de Prusia, en 1925, en el nivel del Reich con el Reichskommissariat introducido en 1920 para el monitoreo del orden público, luego llamado reunión de noticias en el Ministerio del Interior del Reich.

## Transición a la Gestapo
El 20 de julio de 1932 el Golpe de Estado de Prusia marca el "fin de la policía republicana". Poco a poco fue siendo infiltrado por los nacionalsocialistas. En la policía política, la mayoría de los funcionarios de alto rango fueron sometidos a Diels, y más de la mitad de los recién llegados más o menos abandonaron la Gestapo con él, mientras que los establecidos permanecieron en la guerra. 
El 30 de enero de 1933, Adolf Hitler fue nombrado canciller, a su vez, Hermann Goring, nombrado Reichsstatthalter para el Ministerio del Interior de Prusia nombrado. Por su parte, nombró al jefe de la policía política del Ministerio del Interior de Prusia, Rudolf Diels, como jefe del departamento de IA. El 3 de marzo de 1933, un Decreto Ministerial Prusiano levantó las restricciones de competencia de la policía anteriormente aplicables. Este fue el primer paso para despedir a la Gestapo de adherirse a la ley. El 11 de abril, Goring también fue primer ministro prusiano. Con su decreto del 26 de abril de 1933, la policía secreta prusiana se separó del aparato policial y se formó la Oficina de la Policía Secreta del Estado (Gestapo), que estaba directamente subordinada al Ministro del Interior de Prusia (Göring) y tenía el cargo de un departamento de policía estatal. Con la segunda Ley de la Gestapo del 30 de noviembre de 1933, la Gestapo se convirtió en una rama completamente independiente de la administración interna, que estaba directamente subordinada al Primer Ministro (Goring). Luego se convirtió en la policía secreta del estado.